# Championnats du monde de pentathlon moderne 1963
Navigation
Édition précédente Édition suivante
Les Championnats du monde de pentathlon moderne 1963 se sont tenus à Macolin, en Suisse.

## Podiums

### Hommes
| Épreuves    | Or                                             | Argent                                                     | Bronze                                           |
| ----------- | ---------------------------------------------- | ---------------------------------------------------------- | ------------------------------------------------ |
| Individuel  | Hongrie András Balczó                          | Hongrie Ferenc Török                                       | Union soviétique Igor Novikov                    |
| Par équipes | Hongrie András Balczó Ferenc Török István Mona | Union soviétique Pavel Lednyov Albert Mokeyev Igor Novikov | États-Unis Robert Miller James Moore Paul Pesthy |